# Kwai
Kwai, Khwae Noi (Thai แควน้อย) er en 240 km lang biflod til Chao Phraya i det vestlige Thailand nær grænsen til Burma.
Floden har lagt navn til en kendt roman og filmatisering af denne Broen over floden Kwai.